# Noordzee, Texas
Noordzee, Texas je belgický hraný film z roku 2011, který režíroval Bavo Defurne podle vlastního scénáře na základě románu Nooit gaat dit over Andrého Sollie. Film popisuje osudy mladíka Pima, který je zamilovaný do svého kamaráda Gina.

## Děj
15letý Pim žije se svou matkou Yvette na pobřeží Severního moře. Yvette pracuje v místní hospodě Texas jako hráčka na akordeon. V sousedství bydlí o dva roky starší Gino se svou matkou Marcellou a sestrou Sabrinou. Když jednoho dne Yvette a její přítel Etienne jedou na koncert, zůstane Pim u sousedů. Gino navrhne, aby oba přespali ve stanu na pláži. Zde mají spolu poprvé sex. Když je Ginovi 18, koupí si motorku, na které Pima pravidelně vozí. Po nějaké době začne Gino jezdit pravidelně do De Panne a mezi chlapci dojde k jistému odcizení. Když se Pim dozví, že Gino nyní bydlí se svou přítelkyní Françoise v Dunkerku, propadne pocitu osamění. Sabrina náhodou zjistí, jaké city má Pim vůči jejímu bratrovi a začne se chovat nepřátelsky.
Mezitím Yvette opustí svého partnera Etienna a když se po letech objeví Zoltan, který přicestoval s cirkusem, pronajme mu pokoj. Pimovi už skoro 17 let a přemýšlí, že by odjel s cirkusem, aby byl Zoltanovi na blízku. Yvette však Zolatana vyhodí z domu, neboť se pro ni stal přítěží.
Pim nechce bydlet doma a Marcella mu nabídne, že může pobývat v bývalém Ginově pokoji, k velké nelibosti Sabriny. Po čase musí vážně nemocná Marcella do nemocnice, kde umírá. Po její smrti žijí Pim a Sabrina společně v domě a opět se spřátelí. Jednoho dne se nečekaně objeví Gino.

## Obsazení
| Jelle Florizoone     | Pim       |
| Mathias Vergels      | Gino      |
| Eva Van Der Gucht    | Yvette    |
| Nina Marie Kortekaas | Sabrina   |
| Katelijne Damen      | Marcella  |
| Thomas Coumans       | Zoltan    |
| Luk Wyns             | Etienne   |
| Ella-June Henrard    | Françoise |
| Patricia Goemaere    | Simonne   |
| Daniel Sikora        | Maurice   |
| Victor Zaidi         | Julien    |

## Ocenění
- Mezinárodní filmový festival v Montrealu v kategorii debutový film ceny Silver Zenith a FIPRESCI
- Mezinárodní filmový festival v Římě: cena za film pro mladé Marc'Aurelio Alice nella Città 13+